# Ли Джон Су (шорт-трекист)
Ли Джун Су (кор. 이정수; англ. Lee Jung Su, 30 ноября 1989, Сеул, Южная Корея) — шорт-трекист из Южной Кореи, обладатель двух золотых медалей Олимпийских игр 2010 года в Ванкувере, 3-хкратный чемпион мира. Окончил в 2012 году Университет Данкук на факультете физического воспитания (бакалавр).

## Спортивная карьера
Ли Джун Су начал кататься на коньках в возрасте 10-и лет в качестве хобби, в 2000 году, когда учился в 4-м классе начальной школы Сонгок в Сеуле. Два года спустя он перешел с конькобежного спорта на шорт-трек. Отец Ли, Ли До Вон, является менеджером отдела в газете Kyunghyang Sinmun. Члены семьи Ли являются преданными буддистами. Его старшая сестра, Ли Хва Ён, была фигуристкой, считавшейся начинающим новичком, которая выиграла начальное соревнование на зимнем Национальном спортивном фестивале когда она была в 6-м классе.
Родители Ли испытывали финансовые трудности, поддерживая мечту своих детей. Им приходилось тратить более 2 000 000 вон (примерно 1736 долларов США) в месяц на оплату уроков катания на коньках, покупку инструментов для катания на коньках и аренду мест для занятий спортом. Хотя родители Ли работали вместе, потратили все сбережения и даже продали рисовые поля в сельской местности, чтобы прокормить своих детей, этого было недостаточно, чтобы покрыть все расходы. В конце концов им пришлось выдавать ипотечные кредиты на свой дом, в котором жила семья.[
Во время учебы в средней школе Кванмун он выиграл национальный чемпионаты среди юниоров в беге на 1500 м и был выбран в национальную сборную. На международном уровне впервые выступил на чемпионате мира среди юниоров в Меркуря-Чук 2006 года, где выиграл золотую медаль в личном многоборье. Через год на чемпионате Кореи среди юниоров вновь победил в беге на 1500 м и стал 2-м в беге на 3000 м, а на юниорском чемпионате мира в Млада Болеславе занял 2-е место в общем зачёте. 
На 3-м курсе средней школы он выиграл на дистанциях 1000 м и 1500 м в национальном юниорском чемпионате и участвовал на чемпионате мира среди юниоров 2008 в Больцано 2008 года, где завоевал золотую медаль в беге на 500 м, в эстафете и занял 2-е место в общем зачете многоборья. В 2007 и 2008 годах становился лучшим по итогам сезона юниорского Кубка мира по шорт-треку. 
В сезоне 2008/09 начал выступать на взрослом уровне, по итогам сезона Кубка мира пять раз поднимается на подиум, из них четыре раза на высшую ступень. На 23-й национальном чемпионате 2008 года Ли занял 3-е место в беге на 500 м и 2-е место на 3000 м. На 89-х Национальных зимних играх он занял 2-е место в беге на 500 м, 1-е место на 3000 м и в эстафете.
В сезоне 2009/10 занял 1-е место в рейтинге Кубка мира на дистанциях 1000 и 1500 м. На зимних Олимпийских играх в Ванкувере в финальном забеге на 1500 метров на 0,25 секунды опередил американского шорт-трекиста Аполо Антона Оно и стал первым чемпионом в соревнованиях по шорт-треку. Затем победил на километровой дистанции с новым олимпийским рекордом — 1:23,747 сек. В эстафетной гонке выиграл серебряную медаль.
В марте 2010 года на чемпионате мира в Софии завоевал золото в эстафете, и на командном чемпионате мира в Бормио также выиграл золотую медаль. В мае 2010 года он был отстранен от соревнований на полгода вместе с Квак Юн Ги Союзом конькобежцев Кореи [KSU] в результате его участия в фальсификации результатов гонок. На 92-х Национальных зимних играх Ли Джун Су выиграл три золота, в беге на 500 и 15000 м, а также в эстафете.
На Кубке мира в сезоне 2011/12 выиграл в беге на 1500 м одно золото и три бронзы, и в эстафете одно серебро и две бронзы. На чемпионате мира в Шанхае завоевал бронзу в эстафете. Он повредил спину во время сезона 2011/12 года и пропустил 5 месяцев.
Он выбыл из квалификации национальной сборной перед Зимними Олимпийскими играми 2014 года и переключился на конькобежный спорт на длинной дорожке, но не смог участвовать в Олимпийских играх, потому что не прошел квалификацию на чемпионат мира. В апреле 2014 года объявил, что вернется в шорт-трек, но вернулся в 2016 году. 
В феврале 2017 года на зимних Азиатских играх в Саппоро 2017 Ли выиграл бронзовую медаль в беге на 1500 м и серебряную в эстафете, но апреле 2017 года он вновь не прошёл отбор в национальную сборную по шорт-треку и в августе он попытался пройти отбор в национальную сборную по конькобежному спорту в преддверии зимних Олимпийских игр 2018 года. Его внимание было сосредоточено именно на масс-старте.
Ли Джун Су работал комментатором KBS на зимних Олимпийских играх 2018 года.
23 мая 2020 года, после двух лет знакомства, он женился на не знаменитости. Свадебное путешествие было отменено из-за COVID-19.